# Медянка (приток Вятки)
Медянка — река в Кировской области России, правый приток реки Вятки (бассейн Волги). Устье реки находится в 663 км по правому берегу Вятки. Длина реки составляет 66 км.
Исток реки в заболоченном лесном массиве в урочище Торфболото в 12 км к северо-западу от города Слободской. Исток и верхнее течение находится в Слободском районе, ниже река течёт по Юрьянскому району. Русло Медянки сильно извилистое, река много раз меняет направление течение, генеральное направление — юго-запад. Река течёт по лесной местности, собирая воду многочисленных притоков (в основном, правых). На реке стоит деревня Подпоговская (Загарское сельское поселение).
Впадает в Вятку у посёлка Мурыгино.
Высота устья — 99,9 м над уровнем моря. Площадь водосборного бассейна — 609 км².

## Притоки (км от устья)
- река Нюнга (лв)
- 7,7 км: река Малая Медянка (пр)
- река Горья (пр)
- река Велева (пр)
- 18 км: река Вая (в водном реестре без названия, пр)
- 24 км: река без названия (пр)
- 25 км: река Мелюкова (пр)
- ручей Поток (лв)
- река Сорочиха (пр)
- река Безымянная (пр)
- река Становка (пр)

## Данные водного реестра
По данным государственного водного реестра России относится к Камскому бассейновому округу, водохозяйственный участок реки — Вятка от города Киров до города Котельнич, речной подбассейн реки — Вятка. Речной бассейн реки — Кама.
Код объекта в государственном водном реестре — 10010300312111100034143.